# Moneglia
Moneglia é uma comuna italiana da região da Ligúria, província de Génova, com cerca de 2.746 habitantes. Estende-se por uma área de 15 km², tendo uma densidade populacional de 183 hab/km². Faz fronteira com Casarza Ligure, Castiglione Chiavarese, Deiva Marina (SP), Sestri Levante.
Faz parte da rede das Aldeias mais bonitas de Itália.

## Demografia
| Variação demográfica do município entre 1861 e 2011                               |
|                                                                                   |
| Fonte: Istituto Nazionale di Statistica (ISTAT) - Elaboração gráfica da Wikipedia |

## Cidades-irmãs
- Engen, Alemanha (2009)